# Драговци
Драговци су насељено место у саставу општине Нова Капела у Бродско-посавској жупанији, Република Хрватска.

## Историја
До територијалне реорганизације у Хрватској налазили су се у саставу старе општине Нова Градишка.

## Становништво
На попису становништва 2011. године, Драговци су имали 362 становника.

## Попис1991.
На попису становништва 1991. године, насељено место Драговци је имало 604 становника, следећег националног састава:
| Попис 1991.‍  | Попис 1991.‍  | Попис 1991.‍ | Попис 1991.‍ | Попис 1991.‍ |
| ------------ | ------------ | ----------- | ----------- | ----------- |
|              |              |             |             |             |
| Хрвати       | Хрвати       |             | 595         | 98,50%      |
| Срби         | Срби         |             | 4           | 0,66%       |
| неопредељени | неопредељени |             | 2           | 0,33%       |
| непознато    | непознато    |             | 3           | 0,49%       |
| укупно: 604  |              |             |             |             |